# فرانه‌ها

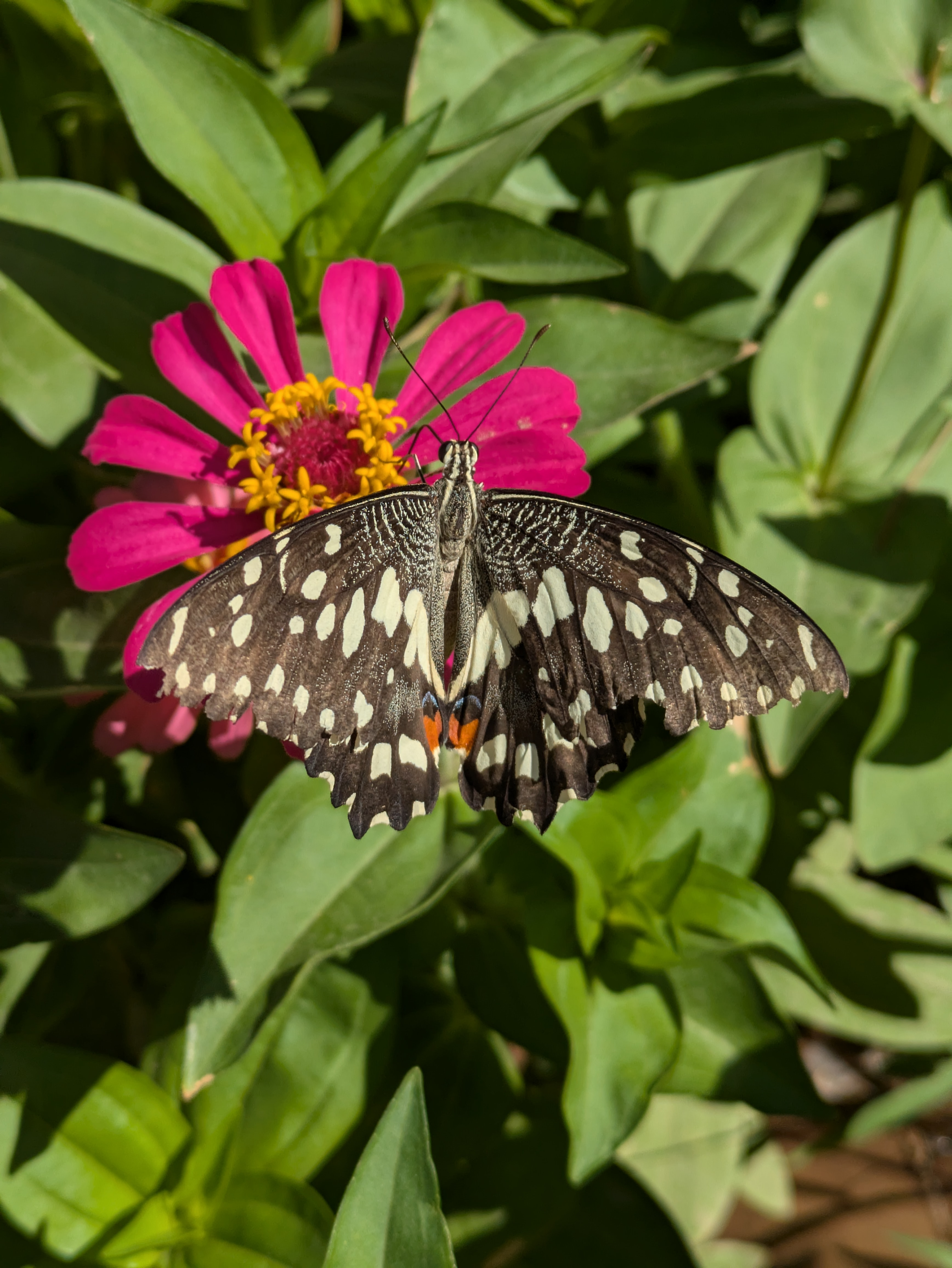
پروانه لیمو در بهبهان

فرانه‌ها (نام علمی: Papilio) نام یک سرده از خانواده پروانه‌های دم‌چلچله‌ای و همچنین تنها نماینده از تبار Papilionini است. کلمه papilio لاتین به معنای پروانه است.
این شامل دم‌چلچله‌ای جهان قدیم (Papilio machaon) است که در نیمکره شمالی گسترده بوده و گونه نماد این جنس است و همچنین تعدادی دیگر از گونه‌های معروف آمریکای شمالی مانند دم‌چلچله‌ای ببر غربی (Papilio rutulus). گونه‌های آشنا در سایر نقاط جهان عبارتند از مورمون‌ها (دم‌چلچله‌ای مورمون معمولی، دم‌چلچله‌ای مورمون آبی، دم‌چلچله‌ای مورمون بزرگ و Papilio deiphobus) در آسیا، باغ میوه و دم‌چلجله‌ای اولیس در استرالیا (به ترتیب طاووس آبی کوهی و دم‌چلچله‌ای باغ میوه) و دم‌چلجله‌ای مرکبات در آفریقا (پروانه کریسمس).
طبقه‌بندی‌های قدیمی‌تر دم‌چلچله‌ها تمایل به استفاده از بسیاری از جنس‌های نسبتاً کوچک داشتند. طبقه‌بندی‌های اخیر محافظه‌کارانه‌تر بوده‌اند و در نتیجه تعدادی از جنس‌های سابق اکنون در Papilio جذب شده‌اند، مانند Achillides،  Eleppone،  Druryia،  Heraclides (دم‌چلچله‌ای غول‌پیکر)،  Menelaides،  Princeps،  Pterourus (دم‌چلچله‌ای ببر)،  Sinoprinceps. این جنس که توسط سیستم‌های مدرن شناخته شده است حدود ۲۰۰ عضو دارد. جنس Chilasa توسط برخی از کارگران به عنوان یک زیرجنس از Papilio در نظر گرفته می‌شود، همانطور که دم‌چلچله‌های دم‌کیسه‌ای (Agehana) نیز وجود دارد، اگرچه آرایه دوم معمولاً زیرجنس Chilasa در نظر گرفته می‌شود.
بسیاری از لاروها در مرحله رشد شبیه مدفوع پرندگان هستند. بزرگسالان برای پرندگان خوراکی هستند و برخی از گونه‌ها تقلید هستند.

## گونه‌ها
زیرسرده: Papilio کارل لینه، ۱۷۵۸
گروه گونه‌ها: machaon

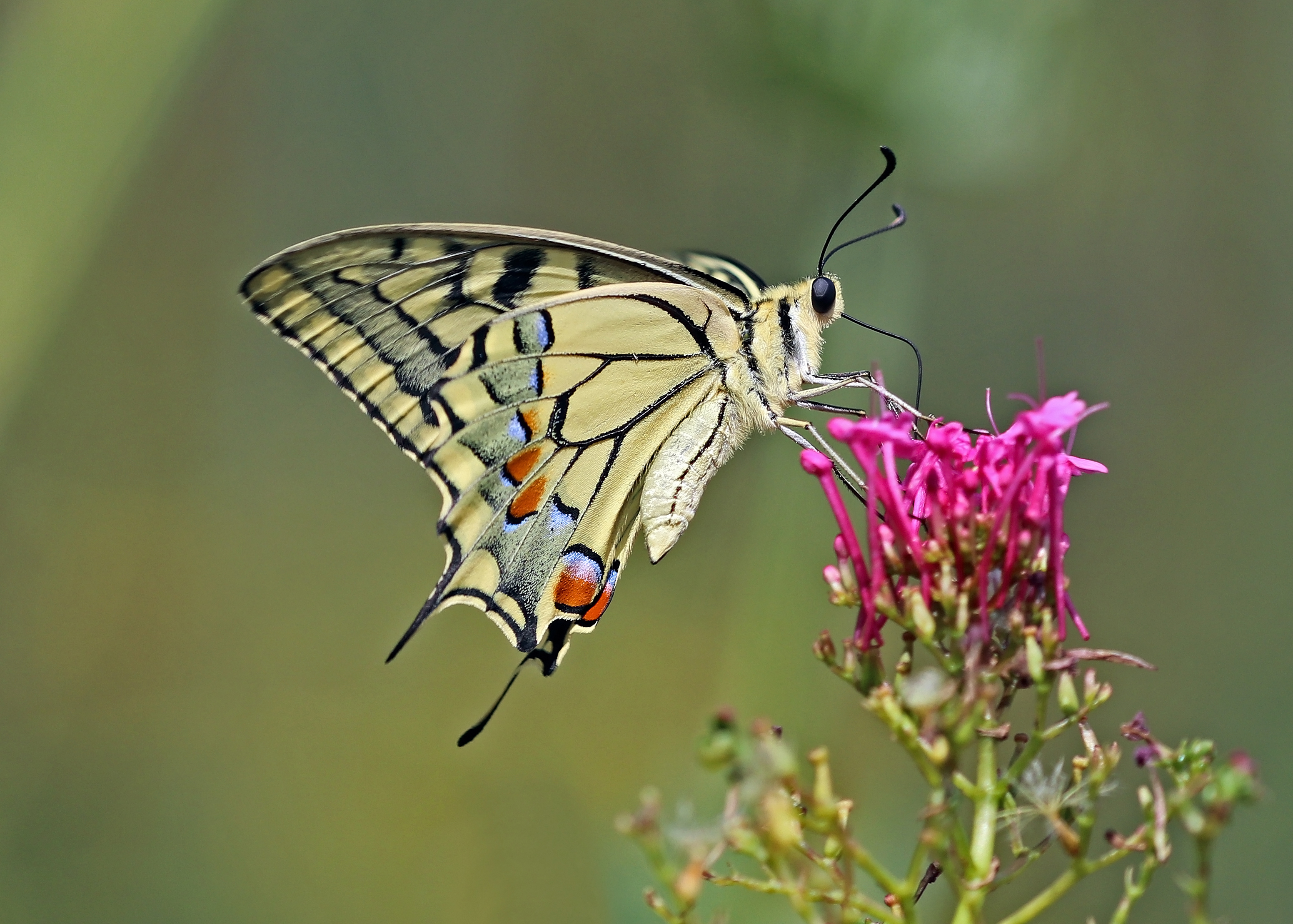
Papilio machaon gorganus

- دم‌چلچله‌ای اوزارک Papilio joanae
- دم‌چلچله‌ای ایندرا Papilio indra
- دم‌چلچله‌ای بادیان Papilio zelicaon
- دم‌چلچله‌ای جنوبی Papilio alexanor
- دم‌چلچله‌ای جهان قدیم Papilio machaon
- دم‌چلچله‌ای دم‌کوتاه Papilio brevicauda
- دم‌چلچله‌ای سیاه Papilio polyxenes
- دم‌چلچله‌ای صحرا Papilio saharae
- دم‌چلچله‌ای کرسی Papilio hospiton

زیرسرده: Princeps Hübner، ۱۸۰۷
گروه گونه‌ها: antimachus
- بال‌پرستویی آفریقایی غول‌پیکر Papilio antimachus

گروه گونه‌ها: zalmoxis
- دم‌چلچله‌ای آبی غول‌پیکر Papilio zalmoxis

گروه گونه‌ها: nireus

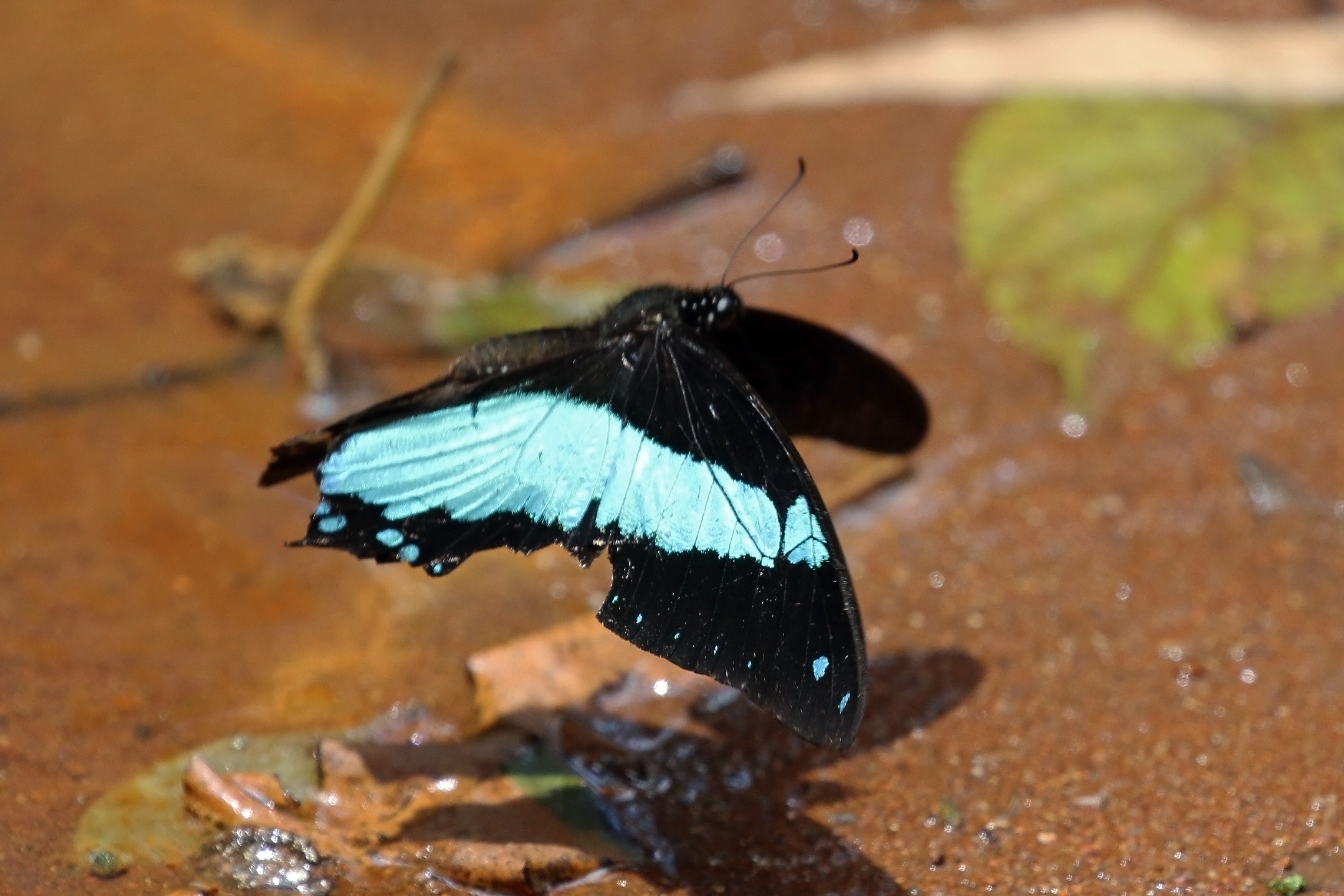
دم‌چلچله‌ای نوارسبز پهن (Papilio chrapkowskoides)، کنیا

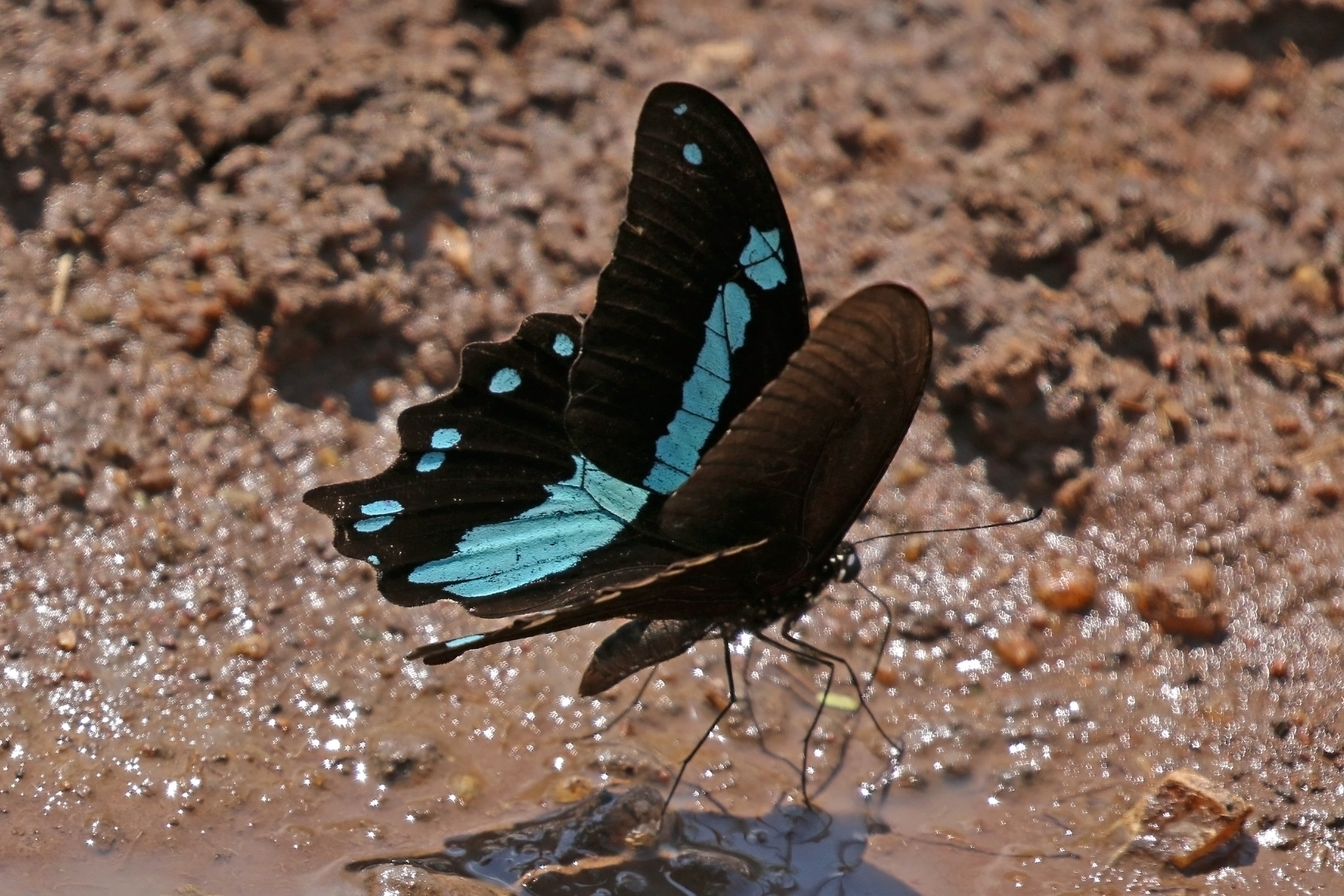
دم‌چلچله‌ای نوارسبز باریک (Papilio nireus)، اوگاندا

- دم‌چلچله‌ای نوارسبز باریک Papilio nireus
- دم‌چلچله‌ای نوارسبز پهن Papilio chrapkowskoides
- دم‌چلچله‌ای نوارسبز دزموند Papilio desmondi
- دم‌چلچله‌ای نوارسبز دم‌دار Papilio charopus
- دم‌چلچله‌ای نوارسبز کراپکوفسکی Papilio chrapkowskii
- دم‌چلچله‌ای نوارسبز متوسط Papilio sosia
- دم‌چلچله‌ای نوارسبز ون سامرن Papilio interjectana
- دم‌چلچله‌ای نوارسبز هورنیمنز Papilio hornimani
- Papilio aristophontes
- Papilio thuraui
- Papilio ufipa
- Papilio wilsoni

گروه گونه‌ها: cynorta
- دم‌چلچله‌ای تقلیدی Papilio cynorta
- دم‌چلچله‌ای تقلیدی کوهستانی Papilio plagiatus
- Papilio arnoldiana

گروه گونه‌ها: dardanus

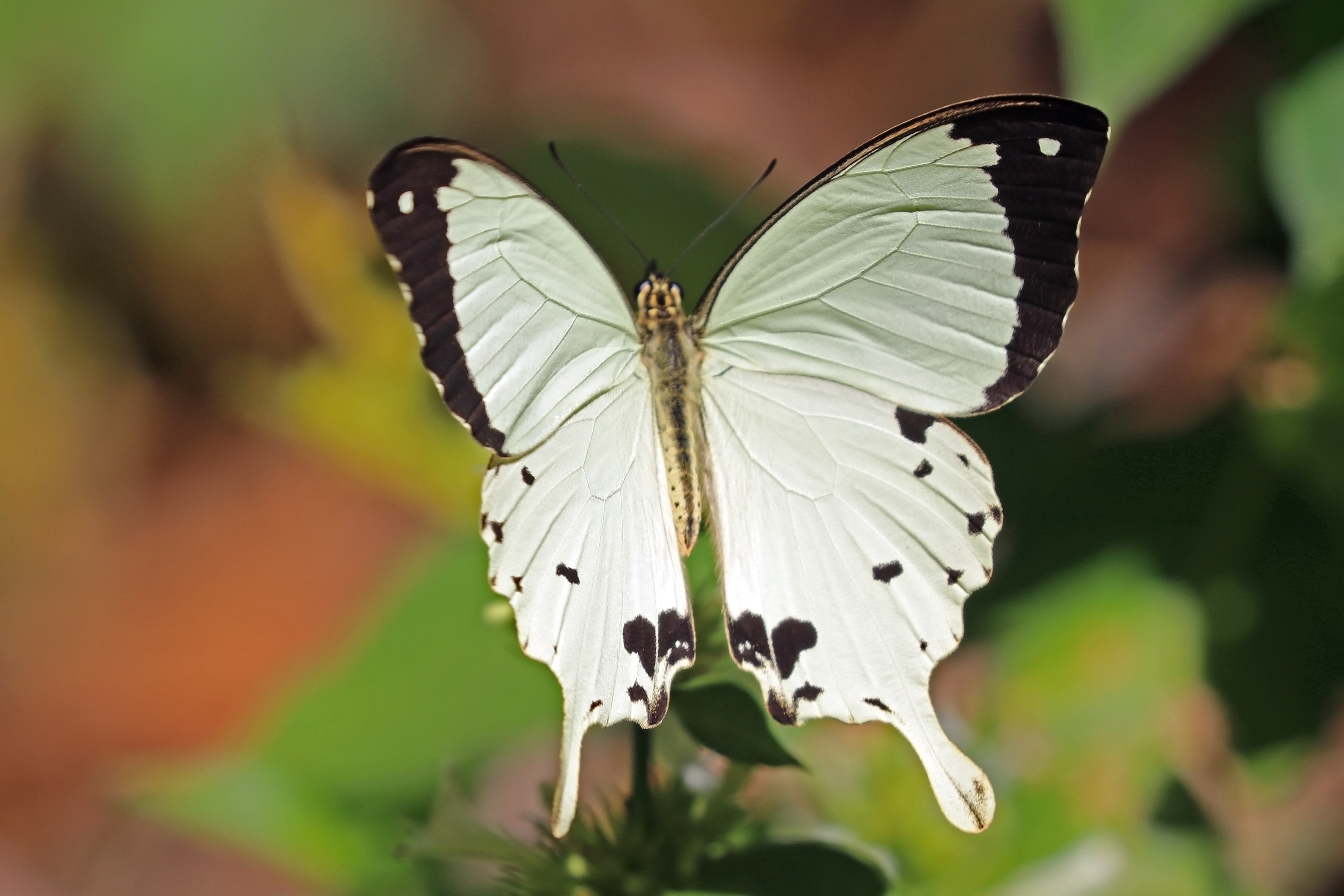
دم‌چلچله‌ای آفریقایی (Papilio dardanus)، اتیوپی

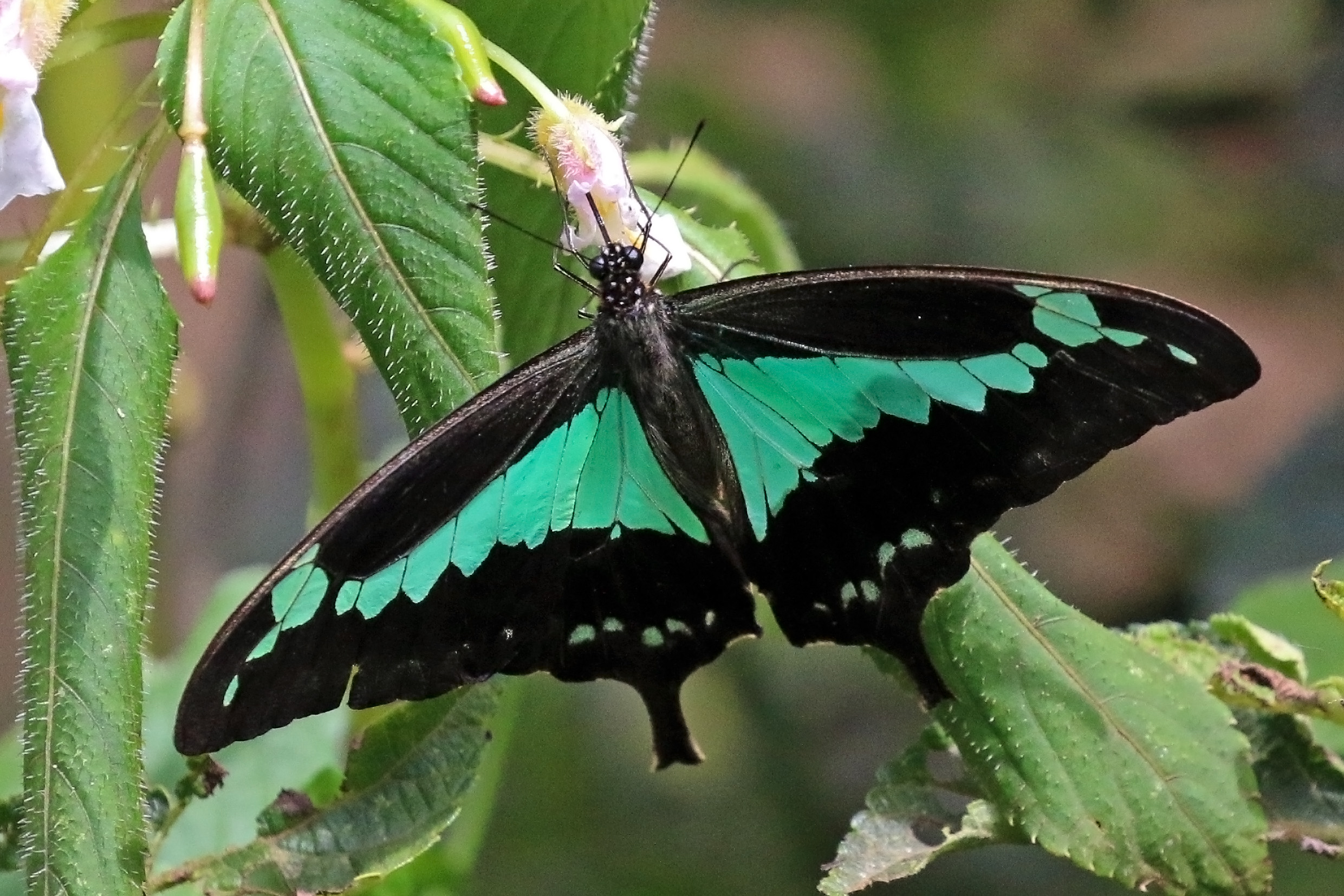
دم‌چلچله‌ای سبز سیبی (Papilio phorcas)، کنیا

- دم‌چلچله‌ای آفریقایی Papilio dardanus
- دم‌چلچله‌ای سبز سیبی Papilio phorcas
- دم‌چلچله‌ای کنستانتین Papilio constantinus
- شاه دم‌چلچله‌ای Papilio rex
- Papilio delalandei

گروه گونه‌ها: zenobia
- دم‌چلچله‌ای ولتا Papilio nobicea
- دم‌چلچله‌ای زنوبیا Papilio zenobia
- دم‌چلچله‌ای نوارباریک Papilio gallienus
- دم‌چلچله‌ای نوارسفید معمولی Papilio cyproeofila
- Papilio fernandus
- Papilio filaprae
- Papilio mechowi
- Papilio mechowianus

گروه گونه‌ها: demodocus
- پروانه کریسمس Papilio demodocus
- پروانه لیمو Papilio demoleus

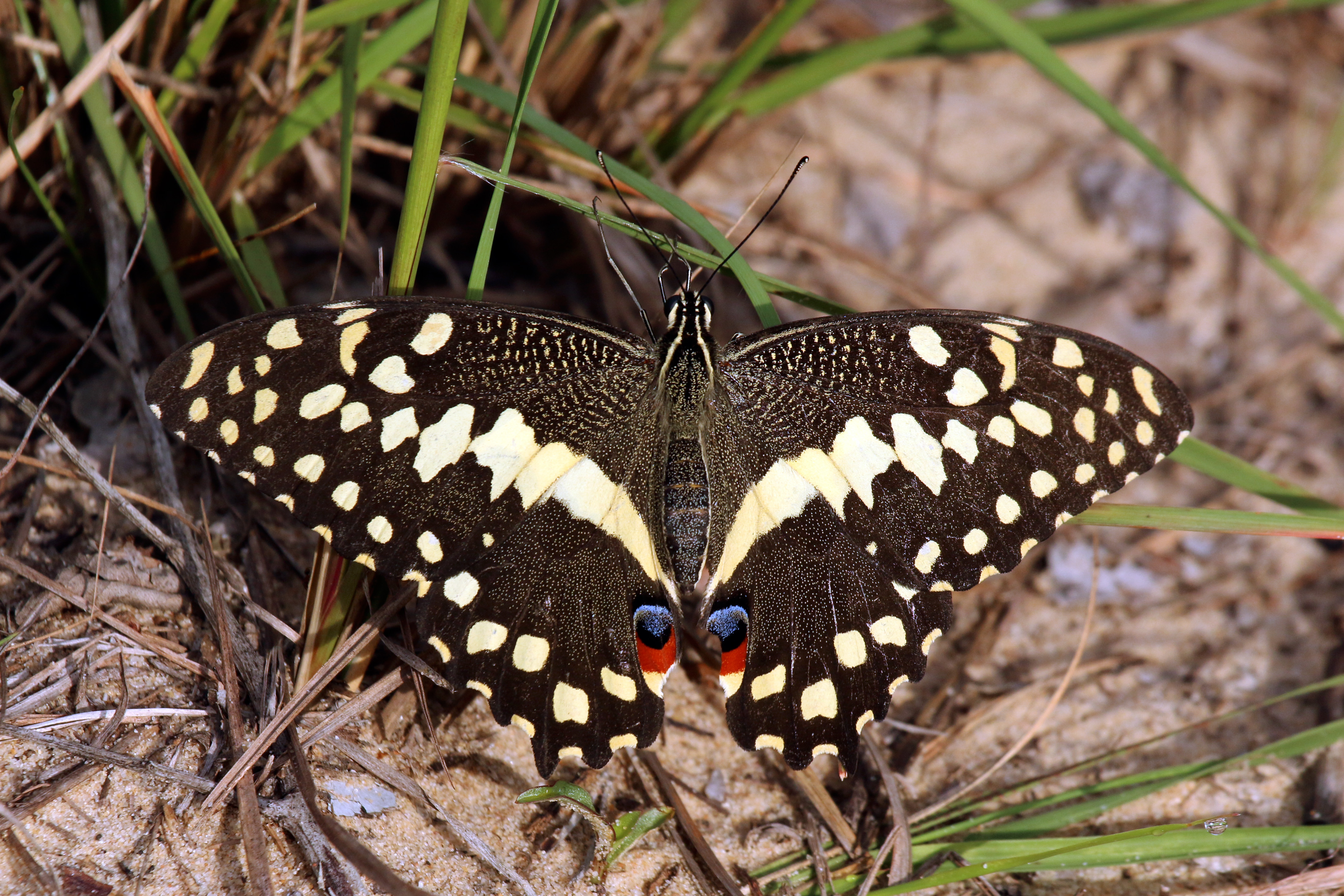
پروانه کریسمس (Papilio demodocus)، آفریقای جنوبی

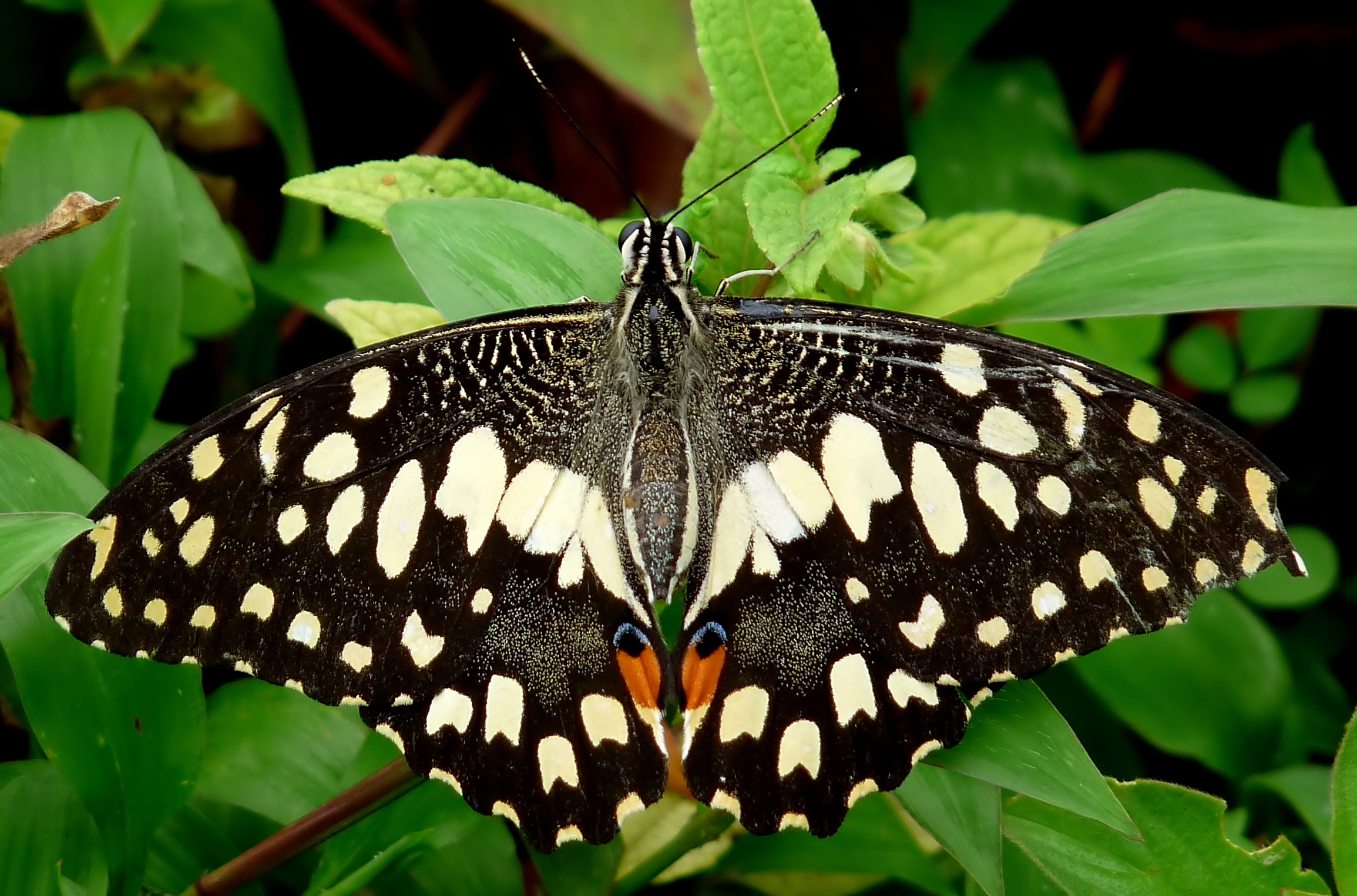
پروانه لیمو (Papilio demoleus)، هند

- دم‌چلچله‌ای امپراتور ماداگاسکاری Papilio morondavana
- Papilio erithonioides
- Papilio grosesmithi

گروه گونه‌ها: echerioides
- دم‌چلچله‌ای کلیمانجارو Papilio sjoestedti
- دم‌چلچله‌ای نواری سفید Papilio echerioides
- طاووس جکسون Papilio jacksoni
- Papilio fuelleborni

گروه گونه‌ها: oribazus

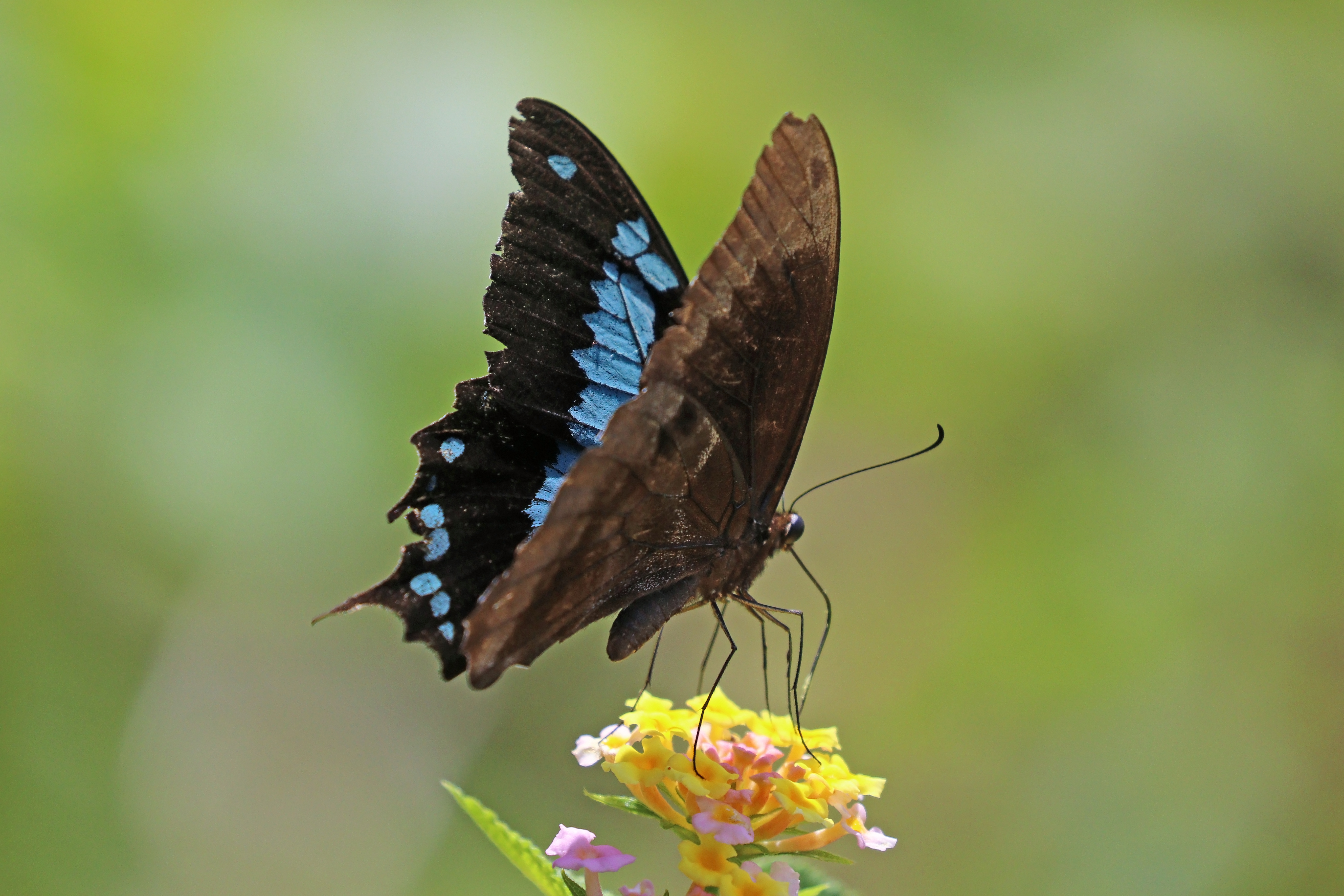
دم‌چلچله‌ای نوار آبی (Papilio oribazus)، ماداگاسکار

- دم‌چلچله‌ای نجیب noble swallowtail
- دم‌چلچله‌ای نوار آبی Papilio oribazus
- Papilio epiphorbas

گروه گونه‌ها: hesperus
- دم‌چلچله‌ای جنگلی Papilio euphranor
- دم‌چلچله‌ای زردوسیاه Papilio hesperus
- Papilio horribilis
- Papilio pelodurus

گروه گونه‌ها: menestheus

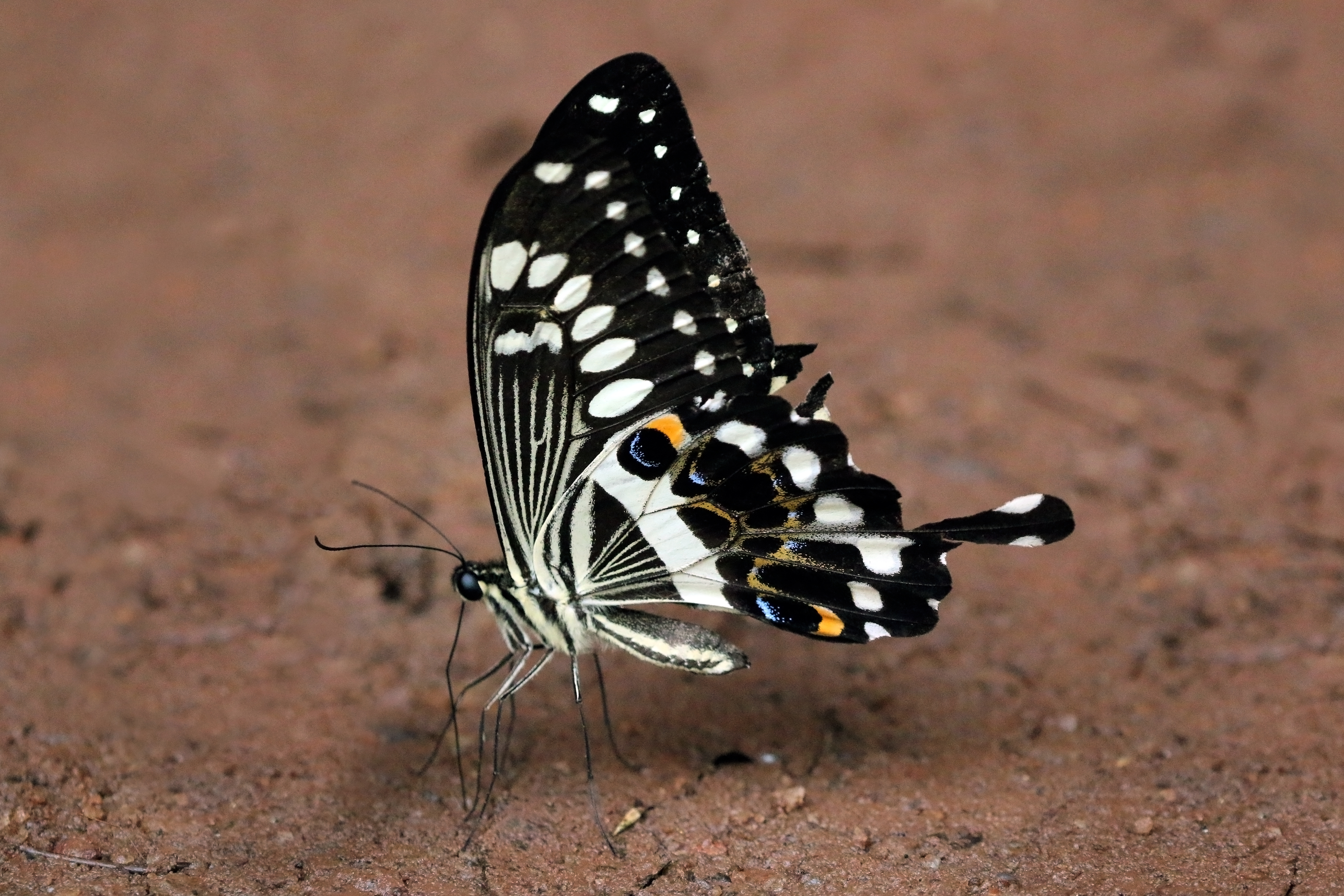
دم‌چلچله‌ای امپراتور غربی (Papilio menestheus)، غنا

- دم‌چلچله‌ای امپراتور Papilio ophidicephalus
- دم‌چلچله‌ای امپراتور غربی Papilio menestheus
- دم‌چلچله‌ای امپراتور مرکزی Papilio lormieri

گروه گونه‌ها: طبقه‌بندی نامشخص

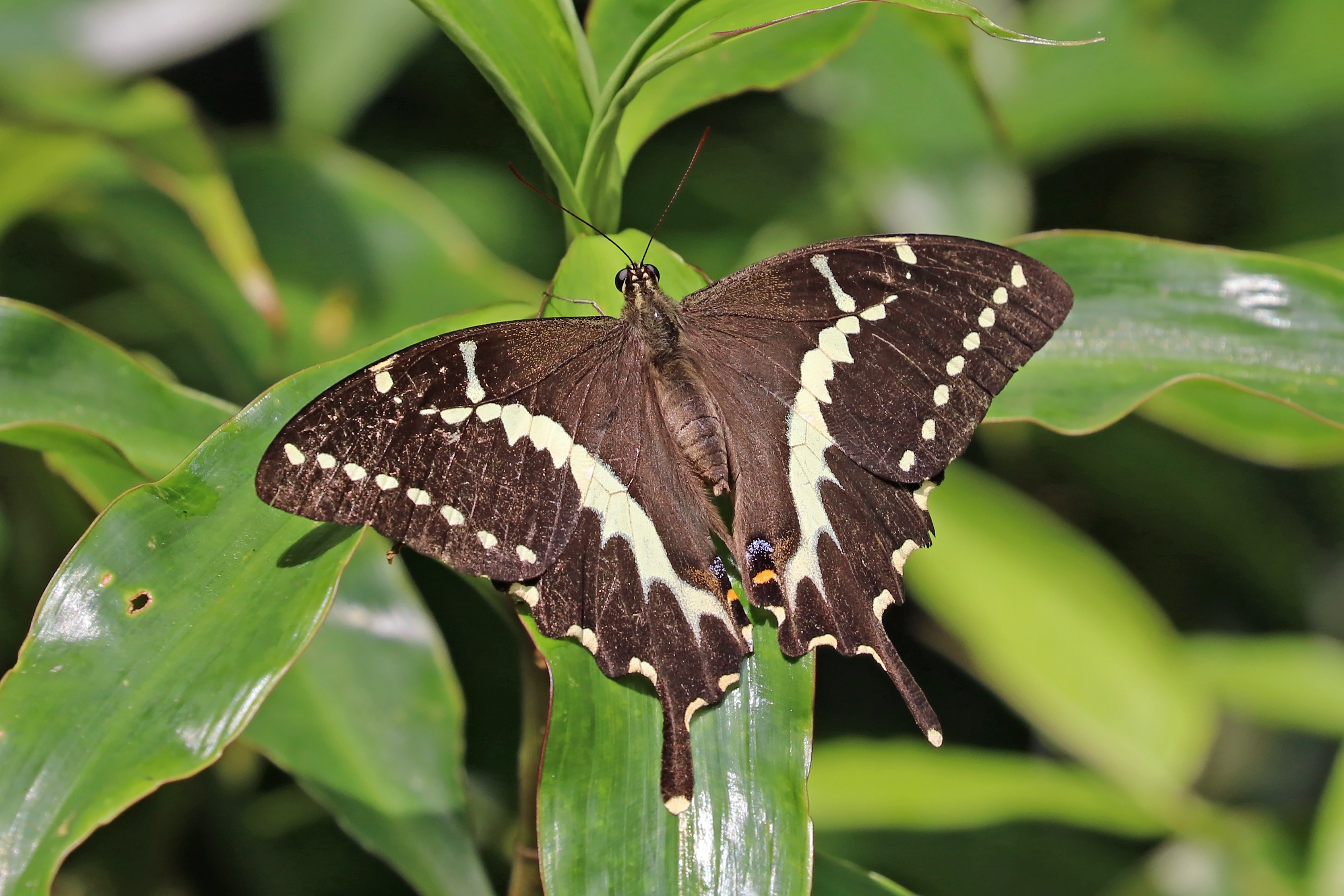
(Papilio mangoura)، ماداگاسکار

- دم‌چلچله‌ای کوچک رئونیون Papilio phorbanta
- دم‌چلچله‌ای مکینون Papilio mackinnoni
- دم‌چلچله‌ای نوارخامه‌ای Papilio leucotaenia
- دم‌چلچله‌ای ولتا Papilio nobicea
- Papilio andronicus
- Papilio chitondensis
- Papilio luzviae
- Papilio mangoura
- Papilio manlius
- Papilio microps

گروه گونه‌ها: noblei
- Papilio antonio
- Papilio noblei

گروه گونه‌ها: demolion
- دم‌چلچله‌ای نواری Papilio demolion
- دم‌چلچله‌ای نواری مالابار Papilio liomedon
- Papilio euchenor
- Papilio gigon

گروه گونه‌ها: anactus
- دم‌چلچله‌ای ظریف Papilio anactus
- دم‌چلچله‌ای ناتیوا Papilio natewa

گروه گونه‌ها: aegeus
- دم‌چلچله‌ای باغ میوه Papilio aegeus
- دم‌چلچله‌ای وودفورد Papilio woodfordi
- Papilio bridgei
- Papilio erskinei
- Papilio gambrisius
- Papilio inopinatus
- Papilio ptolychus
- Papilio tydeus
- Papilio weymeri

گروه گونه‌ها: godeffroyi
- دم‌چلچله‌ای گودفری Papilio godeffroyi
- دم‌چلچله‌ای نورفلک Papilio amynthor
- Papilio schmeltzi

گروه گونه‌ها: polytes

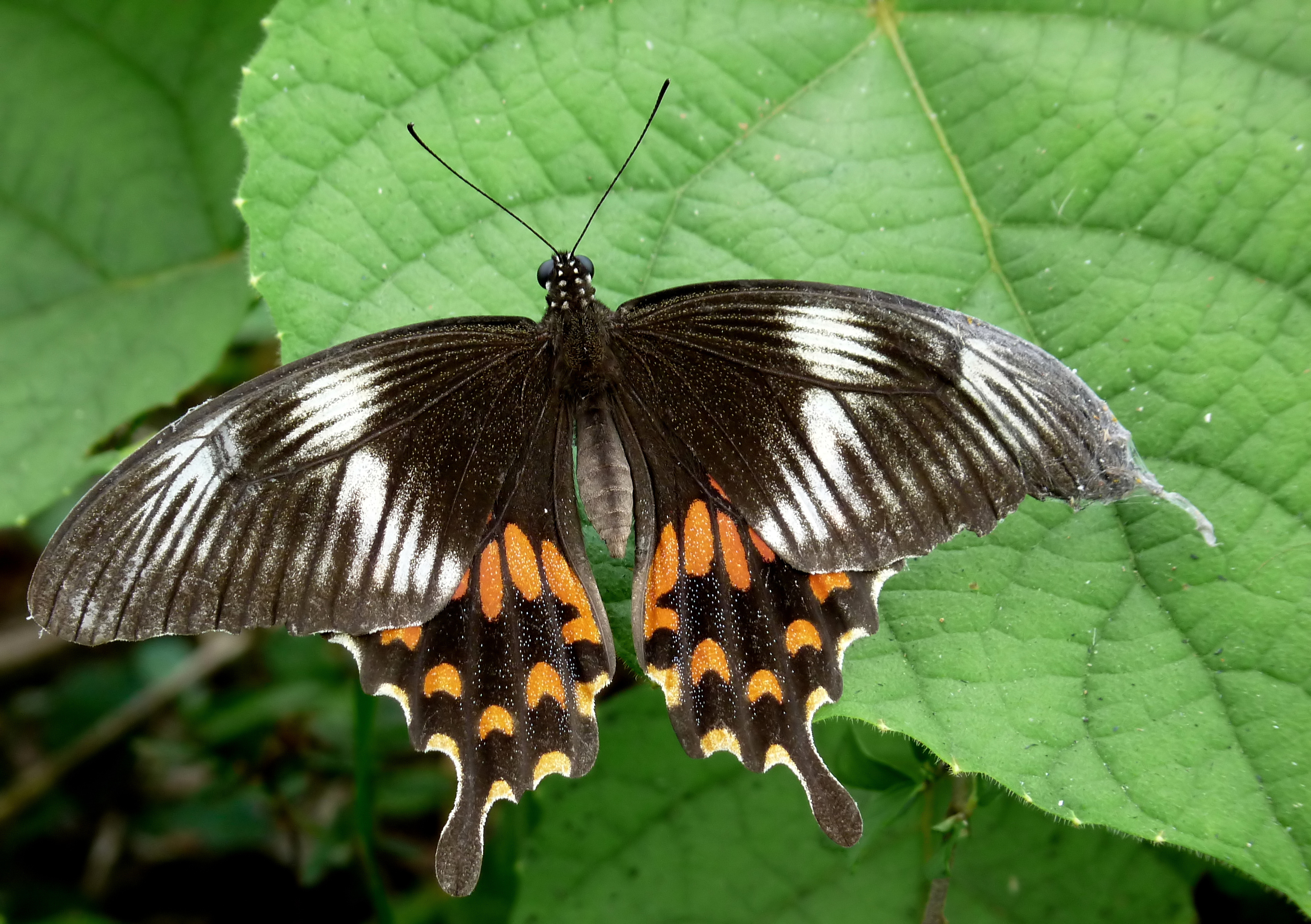
دم‌چلچله‌ای مورمون معمولی (Papilio polytes)، هند

- دم‌چلچله‌ای آمبراکس Papilio ambrax
- دم‌چلچله‌ای مورمون معمولی Papilio polytes
- Papilio phestus

گروه گونه‌ها: castor
- دم‌چلچله‌ای غراب معمولی Papilio castor
- دم‌چلچله‌ای غراب مالابار Papilio dravidarum
- دم‌چلچله‌ای غراب برمه‌ای Papilio mahadeva

گروه گونه‌ها: fuscus
- دم‌پرستویی جردن Papilio jordani
- دم‌چلچله‌ای هلن آبی Papilio prexaspes
- دم‌چلچله‌ای کانوپوس Papilio fuscus
- Papilio albinus
- Papilio diophantus
- Papilio hipponous
- Papilio pitmani
- Papilio sakontala

گروه گونه‌ها: helenus
- دم‌چلچله‌ای هلن بزرگ Papilio iswara
- دم‌چلچله‌ای هلن قرمز Papilio helenus
- Papilio iswaroides
- Papilio nephelus
- Papilio nubilus
- Papilio sataspes

گروه گونه‌ها: memnon

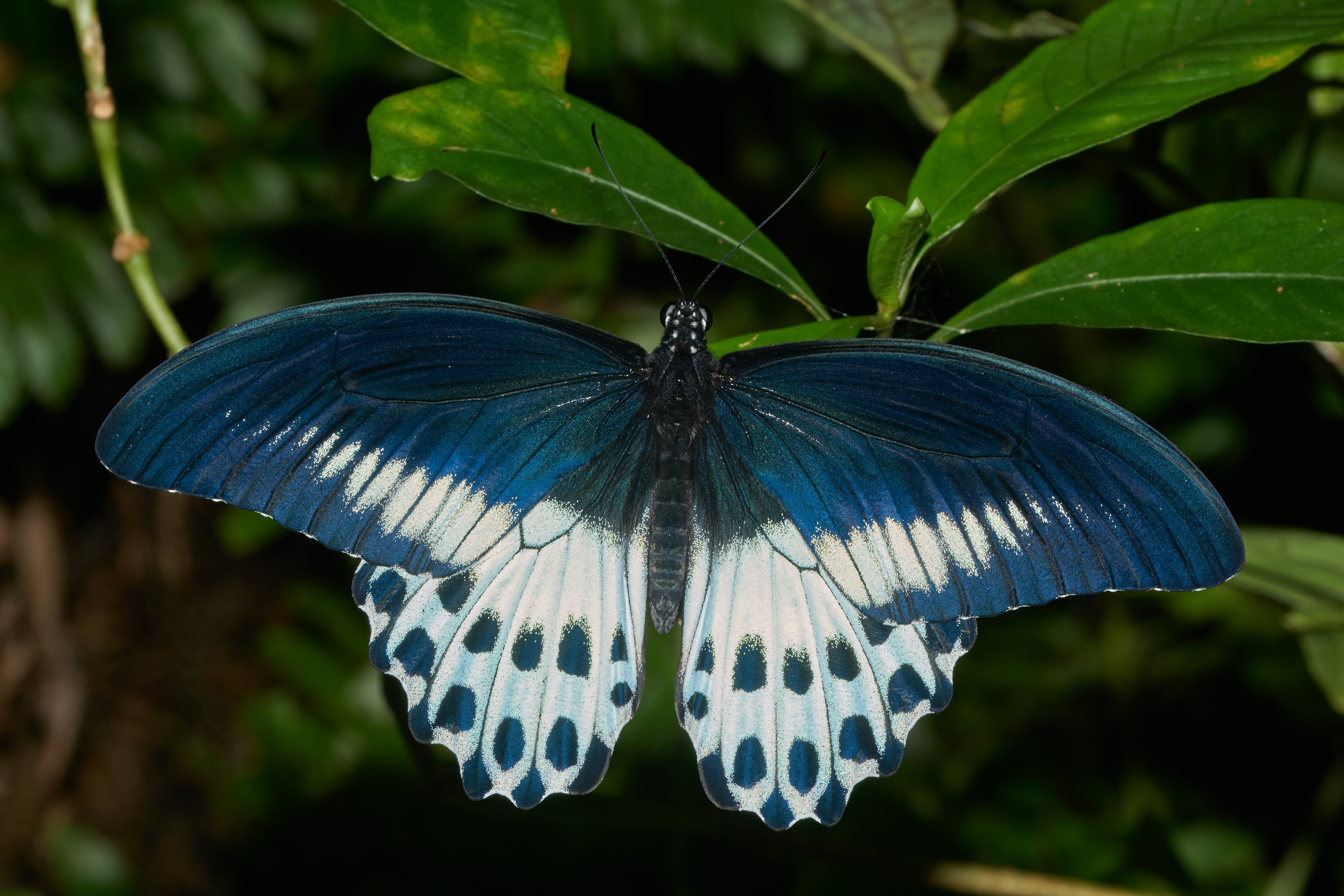
دم‌چلچله‌ای مورمون آبی (Papilio polymnestor)، هند

- دم‌چلچله‌ای آسکالافوس Papilio ascalaphus
- دم‌چلچله‌ای مورمون آبی Papilio polymnestor
- دم‌چلچله‌ای مورمون آندامان Papilio mayo
- دم‌چلچله‌ای مورمون بزرگ Papilio memnon
- دم‌چلچله‌ای مورمون زرد بزرگ Papilio lowi
- دم‌چلچله‌ای مورمون قرمز Papilio rumanzovia
- Papilio acheron 
- Papilio deiphobus
- Papilio forbesi
- Papilio lampsacus
- Papilio oenomaus

گروه گونه‌ها: protenor
- پروانه کلاغی Papilio macilentus
- دم‌چلچله‌ای پولکی Papilio protenor
- دم‌چلچله‌ای سینه‌قرمز Papilio alcmenor
- دم‌چلچله‌ای فورموسان Papilio thaiwanus

گروه گونه‌ها: bootes
- دم‌چلچله‌ای سینه‌قرمز دم‌دار Papilio bootes
- Papilio elwesi
- Papilio maraho

زیرسرده: Chilasa Moore، ۱۸۸۱
گروه گونه‌ها: agestor
- دم‌چلچله‌ای مقلد آبی راه‌راه Papilio slateri
- دم‌چلچله‌ای مقلد کوچک Papilio epycides
- دم‌چلچله‌ای مقلد گندم‌گون Papilio agestor

گروه گونه‌ها: clytia
- دم‌چلچله‌ای مقلد آبی بزرگ Papilio paradoxa
- دم‌چلچله‌ای مقلد معمولی Papilio clytia

گروه گونه‌ها: veiovis
- Papilio veiovis

گروه گونه‌ها: laglaizei
- Papilio laglaizei
- Papilio moerneri
- Papilio toboroi

گروه گونه‌ها: unnamed
- طاووس کارولینا Papilio carolinensis
- Papilio osmana

زیرسرده: دم‌چلچله‌ای طاووسی Hübner، ۱۸۱۹
گروه گونه‌ها: paris
- زرین‌تاج پولکی Papilio elephenor
- طاووس آبی Papilio arcturus
- طاووس پاریس Papilio paris
- طاووس تایوانی Papilio hoppo
- طاووس چینی جنوبی Papilio dialis
- طاووس چینی Papilio bianor
- طاووس دودسی Papilio doddsi
- طاووس کارنا Papilio karna
- طاووس کریشنا Papilio krishna
- طاووس لانگیمکولا Papilio longimacula
- طاووس لوزون Papilio chikae
- طاووس ماکی Papilio maackii
- طاووس معمولی Papilio polyctor

گروه گونه‌ها: palinurus
- طاووس زمردین Papilio palinurus
- طاووس سبز Papilio blumei

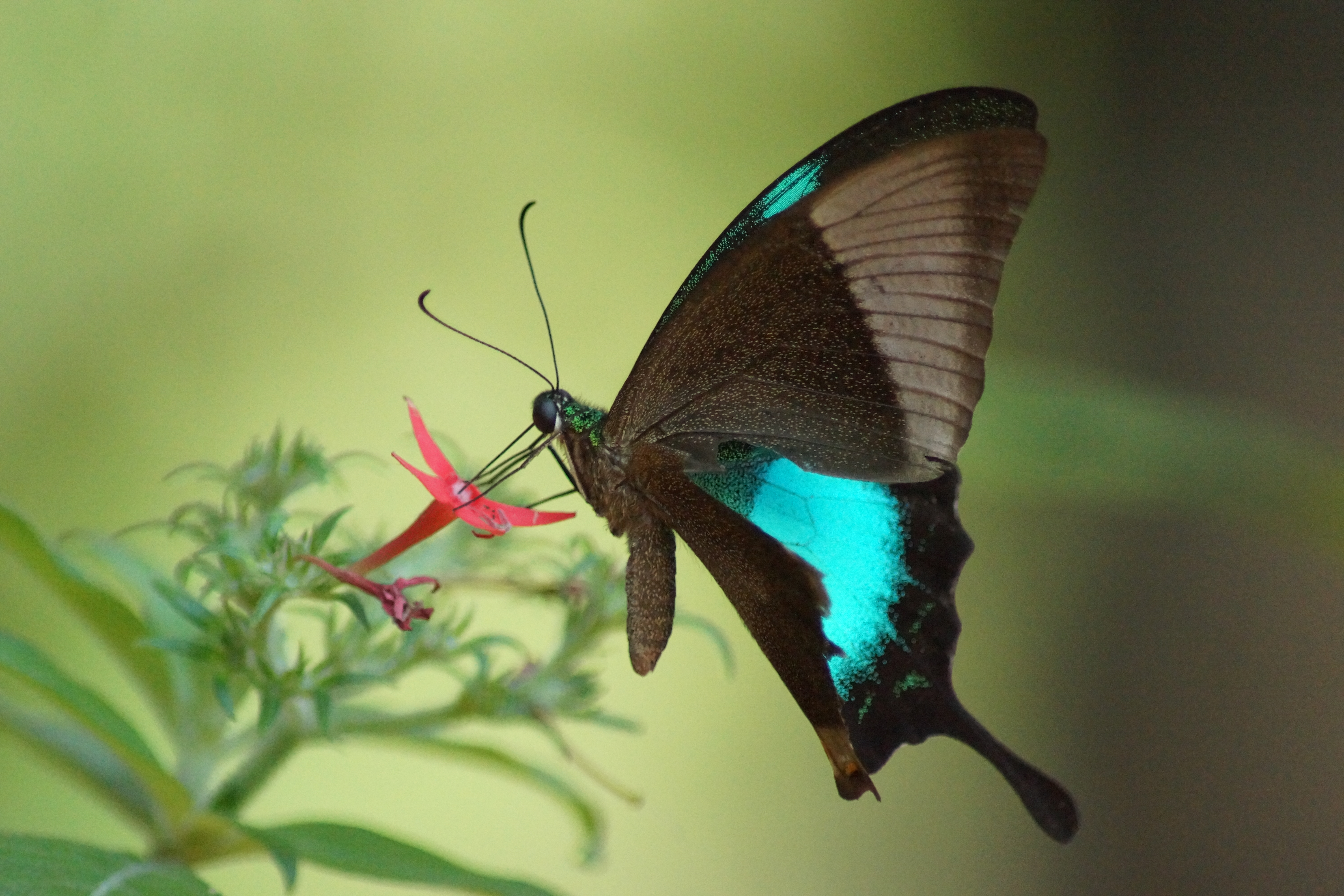
طاووس نواری مالابار (Papilio buddha)

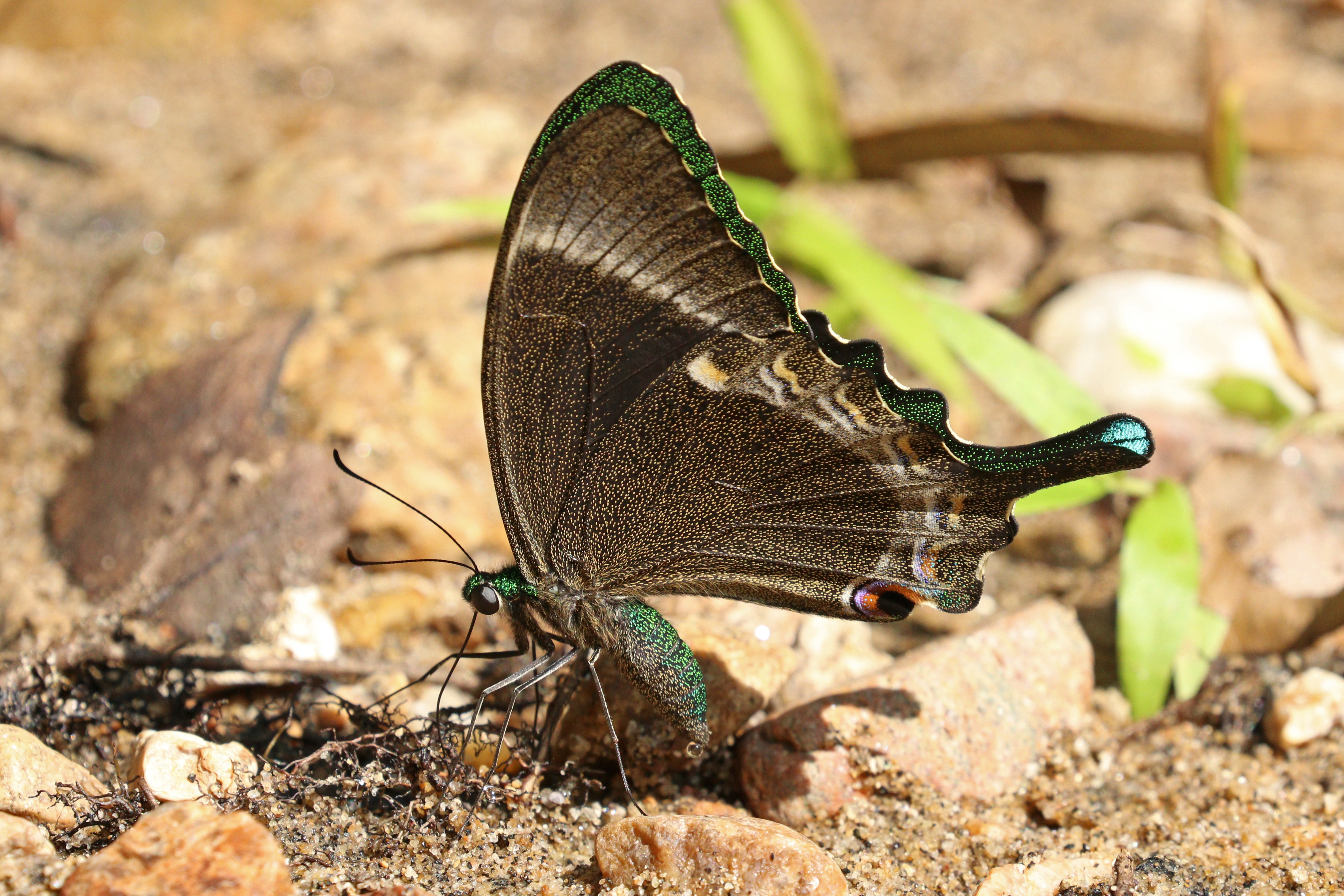
طاووس نواری معمولی (Papilio crino)، هند

- طاووس نواری مالابار Papilio buddha
- طاووس نواری معمولی Papilio crino

گروه گونه‌ها: unnamed
- طاووس پرانتوس Papilio peranthus
- طاووس پریکلس Papilio pericles
- طاووس سومبا Papilio neumoegeni
- طاووس فیروزه‌ای دریا Papilio lorquinianus

گروه گونه‌ها: unnamed
- طاووس آبی کوهی Papilio ulysses
- طاووس سیفانیوس Papilio syfanius
- طاووس کالدونیای جدید Papilio montrouzieri

زیرسرده: Heraclides Hübner، ۱۸۱۹
گروه گونه‌ها: anchisiades

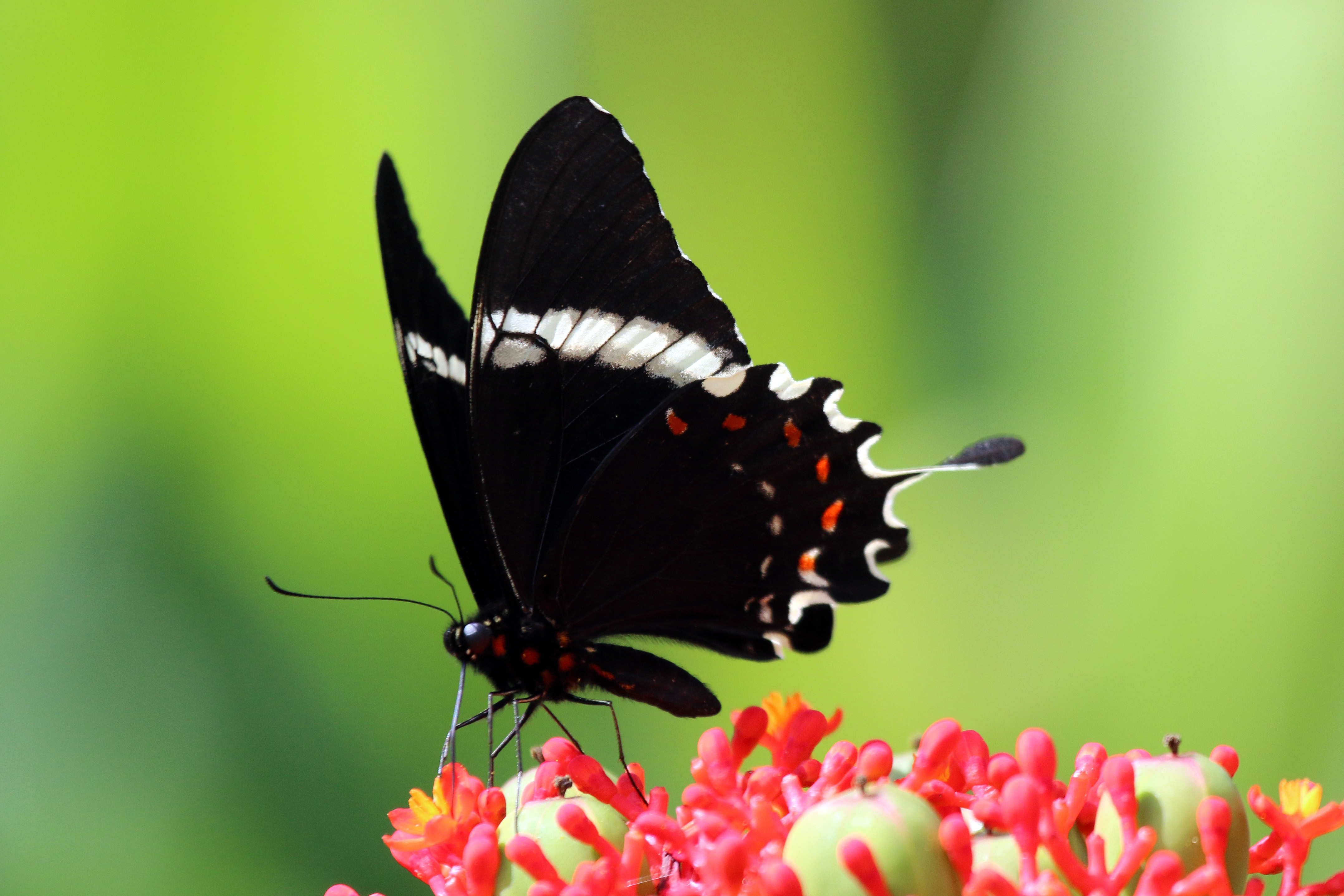
دم‌چلچله‌ای خاکستر خاردار (Papilio pelaus)، جامائیکا

- دم‌چلچله‌ای اروستراتوس Papilio erostratus
- دم‌چلچله‌ای خاکستر خاردار Papilio pelaus
- دم‌چلچله‌ای خال صورتی Papilio rogeri
- دم‌چلچله‌ای خالدار یاقوتی Papilio anchisiades
- دم‌چلچله‌ای سیاه کوبایی Papilio oxynius
- Papilio chiansiades
- Papilio epenetus
- Papilio hyppason
- Papilio isidorus

گروه گونه‌ها: thoas

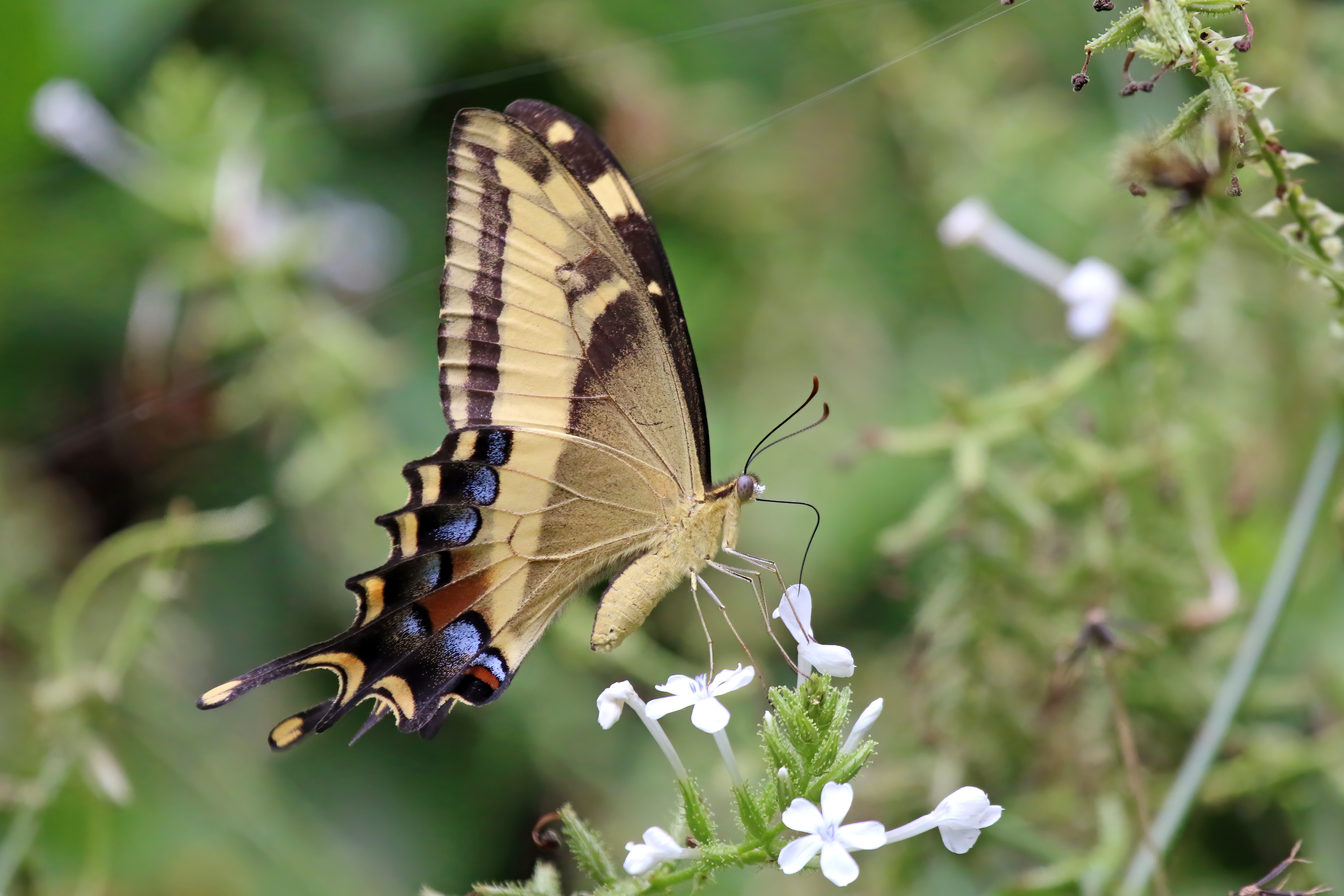
دم‌چلچله‌ای باهامایی (Papilio andraemon)، جامائیکا

- دم‌چلچله‌ای اورنیتیون Papilio ornythion
- دم‌چلچله‌ای باهامایی Papilio andraemon
- دم‌چلچله‌ای ترسیتس Papilio thersites
- دم‌چلچله‌ای سیاه پوی Papilio caiguanabus
- دم‌چلچله‌ای شاوس Papilio aristodemus
- دم‌چلچله‌ای غول‌پیکر دروغین Papilio homothoas
- دم‌چلچله‌ای غول‌پیکر Papilio cresphontes
- دم‌چلچله‌ای کمیاب هائیتی Papilio aristor
- دم‌چلچله‌ای نوارپهن Papilio astyalus
- شاه دم‌چلچله‌ای Papilio thoas
- ملکه دم‌چلچله‌ای Papilio androgeus
- Papilio machaonides
- Papilio melonius
- Papilio paeon
- Papilio rumiko

گروه گونه‌ها: torquatus
- طاووس طوقی Papilio torquatus
- Papilio garleppi
- Papilio hectorides
- Papilio himeros
- Papilio lamarchei

گروه گونه‌ها: torquatus
- طاووس اوکیناوا Papilio okinawensis

زیرسرده: Pterourus Scopoli، ۱۷۷۷
گروه گونه‌ها: troilus
- Papilio palamedes
- Papilio troilus

گروه گونه‌ها: glaucus

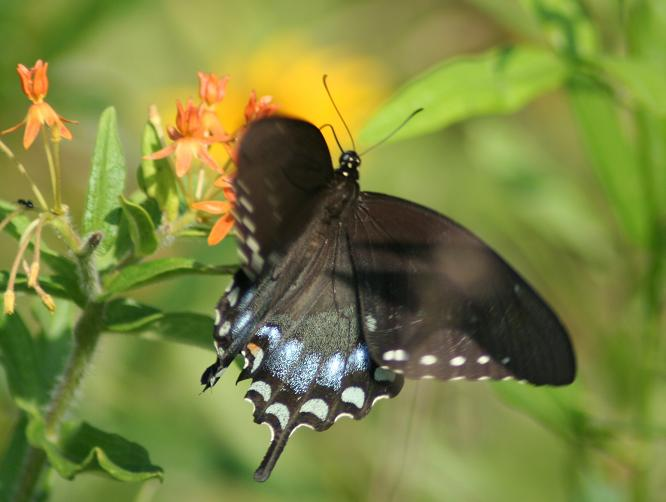
(Papilio troilus)

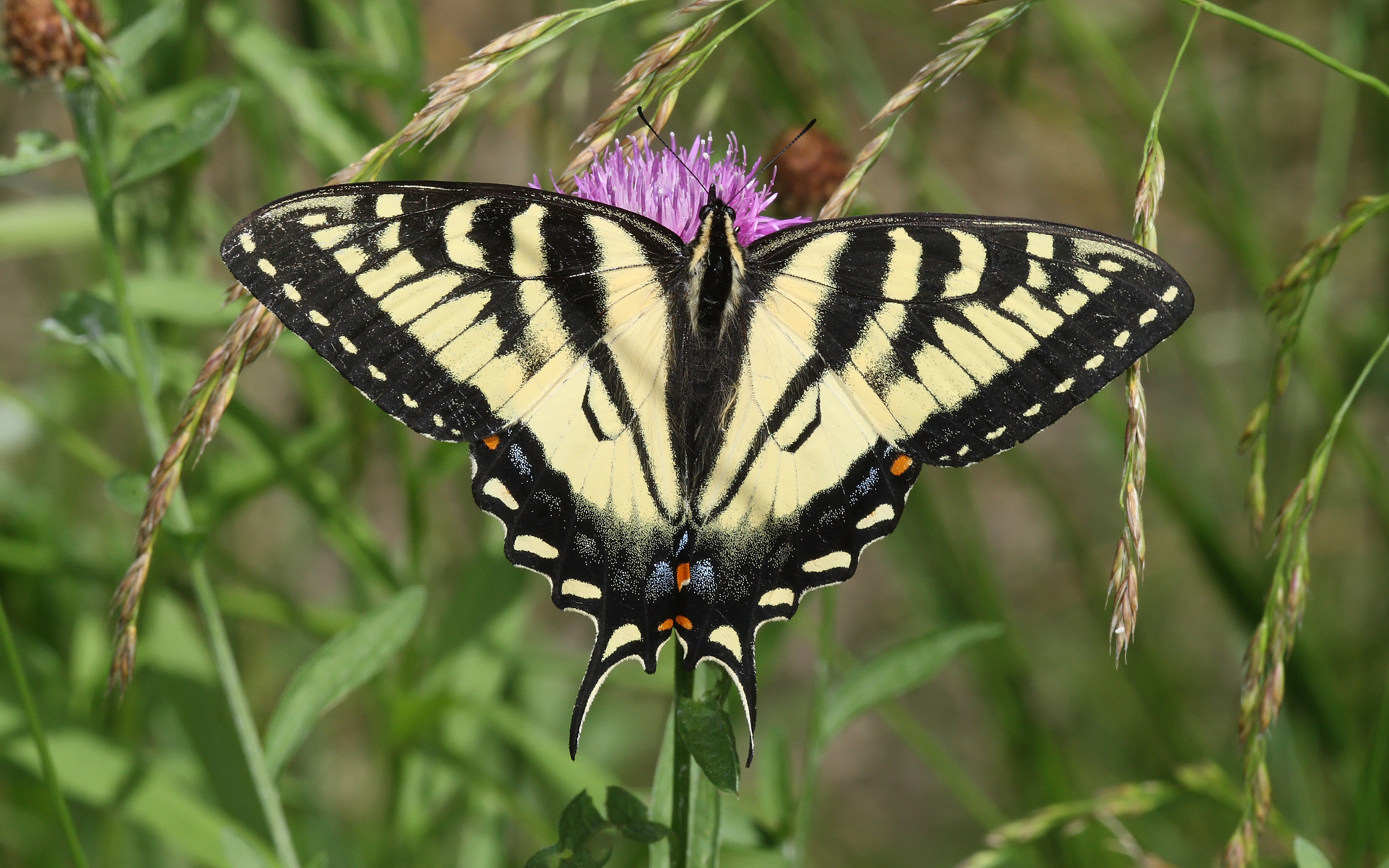
طاووس کانادایی (Papilio canadensis)، کانادا

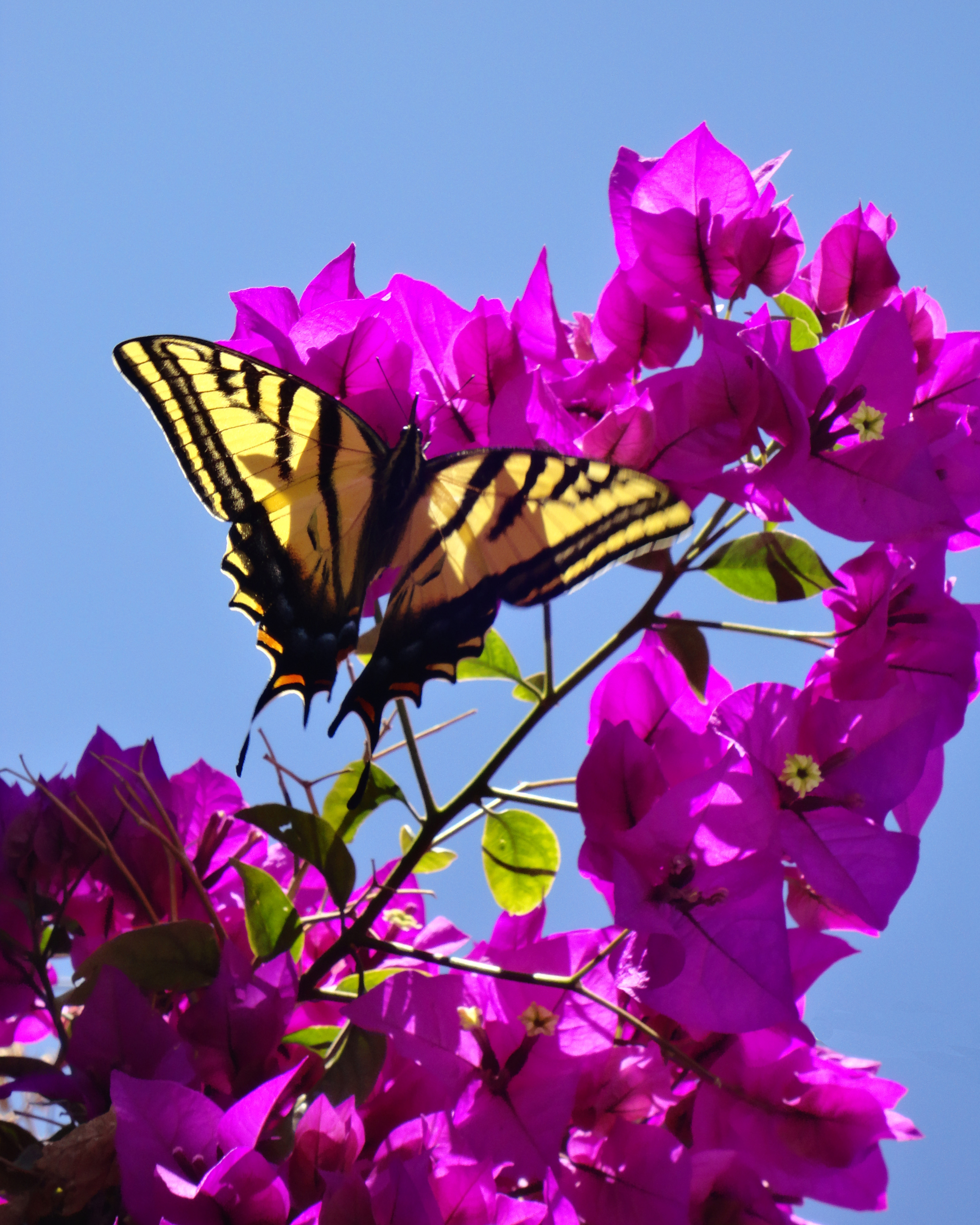
دم‌چلچله‌ای دو دم (Papilio multicaudata)، مکزیک

- دم‌چلچله‌ای اسپرانزا Papilio esperanza
- دم‌چلچله‌ای ببر آپالاچی Papilio appalachiensis
- دم‌چلچله‌ای ببر سه دم Papilio pilumnus
- دم‌چلچله‌ای ببر شرقی Papilio glaucus
- دم‌چلچله‌ای ببر غربی Papilio rutulus
- دم‌چلچله‌ای ببر مکزیکی Papilio alexiares
- دم‌چلچله‌ای دو دم Papilio multicaudata
- دم‌چلچله‌ای کم‌رنگ Papilio eurymedon
- طاووس کانادایی Papilio canadensis

گروه گونه‌ها: zagreus
- Papilio bachus
- Papilio neyi
- Papilio zagreus

گروه گونه‌ها: scamander
- Papilio birchallii
- Papilio hellanichus
- Papilio scamander
- Papilio xanthopleura

گروه گونه‌ها: homerus
- دم‌چلچله‌ای جامائیکایی Papilio homerus
- Papilio cacicus
- Papilio euterpinus
- Papilio garamas
- Papilio judicael
- Papilio menatius
- Papilio warscewiczii

زیرسرده: Sinoprinceps Hancock، ۱۹۸۳
- Papilio benguetanus

گروه گونه‌ها: xuthus
- دم‌چلچله‌ای زرد چینی Papilio xuthus